# Parafia św. Jadwigi Królowej w Tomaszowie (diecezja zielonogórsko-gorzowska)
Parafia św. Jadwigi Królowej w Tomaszowie – parafia rzymskokatolicka, terytorialnie i administracyjnie należąca do diecezji zielonogórsko-gorzowskiej, do dekanatu Żagań, erygowana 4 czerwca 2000. W parafii posługują księża diecezjalni. Proboszczem parafii był do 24 listopada 2023 ks. kan. Piotr Żuberek. Od 29 listopada 2023 funkcję administratora parafii pełni ks. kan. Władysław Tasior, dziekan dekanatu Żagań

## Proboszczowie
- ks. Piotr Żuberek (2000- zm. 2023)
- ks. kan. Władysław Tasior (od 29.10.2023 administrator)